# تانجونگ مالیم
تانجونگ مالیم (به لاتین: Tanjung Malim) یک عوارض جغرافیایی در مالزی است که در پراک واقع شده‌است. تانجونگ مالیم ۹۴۹٫۸۶ کیلومتر مربع مساحت و ۶۰٬۷۹۱ نفر جمعیت دارد و ۲۱٫۹۵ متر بالاتر از سطح دریا واقع شده‌است.